# Falbrav
Falbrav (1998-2024), est un cheval de course pur-sang. Après une première partie de carrière en Italie, il devient l'un des meilleurs chevaux d'âge européens. 

## Carrière de course
Poulain imposant, élevé en Irlande par l'Azienda Agricola Francesca, Falbrav (dont le nom vient de l'argot milanais et peut se traduire par "sois sage") accomplit une première saison correcte, mais sans défrayer la chronique, même s'il passe tout près d'une victoire de groupe dans le Premio Guido Berardelli. L'année suivante, il s'illustre au printemps en prenant le premier accessit du Derby Italien derrière un bon poulain, Morshdi, deuxième de l'Irish Derby. Ce sera sa seule sortie au plus haut niveau, car Falbrav se contente d'évoluer au niveau des Listed et des courses à conditions, fuyant les terrains lourds que le hasard météorologique ne cesse d'imposer les jours de grands prix.
Mais ces forfaits (dans le Gran Premio del Jockey Club puis le Premio Roma) laissent le temps à ce grand poulain de mûrir, lui qui est d'évidence très tardif. Et c'est seulement en 2002, lorsqu'il a 4 ans, qu'il se déclenche réellement. Après une rentrée victorieuse, il s'attaque aux grands prix et aussitôt s'impose comme le meilleur cheval d'Italie, avec des victoires probantes dans le Premio Presidente della Repubblica et le Gran Premio di Milano, à chaque fois avec d'excellents chronos. Voilà qui l'autorise à quitter l'Italie pour aller se frotter à l'élite des chevaux européens avec l'objectif affiché de participer au Prix de l'Arc de Triomphe. Mais d'abord il faut gagner sa place : Falbrav y parvient de justesse en prenant la troisième place du Prix Foy. Outsider dans l'Arc, malgré la monte d'Olivier Peslier à l'époque triple lauréat de la course, il n'y est qu'un figurant. Et quand son entourage l'envoie au Japon disputer la Japan Cup, là où si peu d'Européens ont brillé, on fait peu cas de sa candidature. Et pourtant Falbrav, sur un terrain léger comme il les affectionne, crée la surprise, d'un souffle, sous la poigne de Lanfranco Dettori, qui sera accusé par ses adversaires d'avoir forcé le passage.
Avec cette victoire, Falbrav a changé de statut. Et pas seulement : séduit, le grand propriétaire-éleveur Teruya Yoshida fait une offre pour devenir copropriétaire du cheval et l'installer comme étalon dans son haras de Shadaï une fois sa carrière terminée. L'affaire est conclue, qui signifie aussi que l'entraîneur Luciano d'Auria devra laisser partir son champion au profit de son compatriote Luca Cumani, installé à Newmarket. La saison 2003 de Falbrav sera remarquable, avec cinq groupe 1 et un titre de cheval d'âge de l'année à la clé, et surtout très longue, entre sa rentrée dans le Prix Ganay, le premier groupe 1 de l'année en Europe et la Hong Kong Cup, disputée en décembre. Remarquable aussi la polyvalence du cheval, réputé à son meilleur sur 2 000 mètres, mais qui s'adjuge le Prix d'Ispahan sur 1 850 mètres et surtout les Queen Elizabeth II Stakes (la seule course où cet éternel outsider s'est élancé dans la peau du favori), courus sur le mile où il devance la spécialiste de la distance Russian Rhythm, qui venait de gagner coup sur coup les 1.000 Guinées, les Coronation Stakes et les Nassau Stakes. En fin d'année, après avoir échoué d'un rien dans la Breeders' Cup (troisième à une tête de High Chaparral et Johar, dead-heat), Falbrav réussit ses adieux dans la Hong Kong Cup en battant son compatriote Rakti, signant pour l'Italie un doublé historique et aux allures de chant du cygne, les courses italiennes vivant alors leur crépuscule.

### Résumé de carrière
| Date         | Hippodrome   | Pays        | Course                             | Statut      | Distance    | jockey      | Place       | Écart       | Vainqueur ou deuxième |
| 2000, 2 ans  | 2000, 2 ans  | 2000, 2 ans | 2000, 2 ans                        | 2000, 2 ans | 2000, 2 ans | 2000, 2 ans | 2000, 2 ans | 2000, 2 ans | 2000, 2 ans           |
| ------------ | ------------ | ----------- | ---------------------------------- | ----------- | ----------- | ----------- | ----------- | ----------- | --------------------- |
| 3 septembre  | San Siro     | Italie      | Premio Luvignano                   | Maiden      | 1 600 m     | M. Demuro   | 1er / 11    | 1/2         | Mel Marengo           |
| 27 septembre | San Siro     | Italie      | Premio Marema                      | Listed      | 1 700 m     | M. Demuro   | 2e / 6      | 1/2         | Rosa di Brema         |
| 15 octobre   | Capanelle    | Italie      | Premio Le Marmore                  | Listed      | 1 800 m     | M. Demuro   | 3e / 8      | 4           | Mistero               |
| 5 novembre   | Capanelle    | Italie      | Premio Guido Berardelli            | Gr. 2       | 1 800 m     | M. Demuro   | 2e / 9      | enc.        | Mistero               |
| 2001, 3 ans  |              |             |                                    |             |             |             |             |             |                       |
| 31 mars      | San Siro     | Italie      | Premio Palazetto                   |             | 2 000 m     | D. Vargiu   | 1er / 4     | 1           | Sopran Crown          |
| 6 mai        | San Siro     | Italie      | Premio Emanuelle Filiberto         | Listed      | 2 000 m     | D. Vargiu   | 2e / 7      | 2           | Baciale               |
| 27 mai       | Capanelle    | Italie      | Derby Italien                      | Gr. 1       | 2 400 m     | D. Vargiu   | 2e / 19     | 2 ¾         | Morshdi               |
| 2 septembre  | San Siro     | Italie      | Premio Nico e Vittorio Castelini   |             | 2 200 m     | D. Vargiu   | 1er / 7     | loin        | Sopran Crown          |
| 23 septembre | San Siro     | Italie      | Premio Giuseppe Ippolito Fassati   | Listed      | 2 200 m     | D. Vargiu   | 3e / 7      | 2           | Altieri               |
| 4 novembre   | Capanelle    | Italie      | Premio Conte Felice Scheibler      |             | 2 000 m     | D. Vargiu   | 1er / 15    | 3 ½         | Montesino             |
| 2002, 4 ans  |              |             |                                    |             |             |             |             |             |                       |
| 21 avril     | Capanelle    | Italie      | Premio Sannita                     |             | 1 800 m     | D. Vargiu   | 1er / 7     | 6           | Alburno               |
| 12 mai       | Capanelle    | Italie      | Premio Presidente della Repubblica | Gr. 1       | 2 000 m     | D. Vargiu   | 1er / 9     | 1 ¼         | Ekraar                |
| 16 juin      | San Siro     | Italie      | Gran Premio di Milano              | Gr. 1       | 2 400 m     | D. Vargiu   | 1er / 7     | 3           | Narrative             |
| 15 septembre | Longchamp    | France      | Prix Foy                           | Gr. 2       | 2 400 m     | D. Vargiu   | 3e / 6      | 1           | Aquarelliste          |
| 6 octobre    | Longchamp    | France      | Prix de l'Arc de Triomphe          | Gr. 1       | 2 400 m     | O. Peslier  | 9e / 16     | 5 ¾         | Marienbard            |
| 24 novembre  | Nakayama     | Japon       | Japan Cup                          | Gr. 1       | 2 400 m     | L. Dettori  | 1er / 16    | nez         | Sarafan               |
| 2003, 5 ans  |              |             |                                    |             |             |             |             |             |                       |
| 27 avril     | Longchamp    | France      | Prix Ganay                         | Gr. 1       | 2 100 m     | K. Fallon   | 3e / 9      | 2 ½         | Fair Mix              |
| 18 mai       | Longchamp    | France      | Prix d'Ispahan                     | Gr. 1       | 1 850 m     | K. Fallon   | 1er / 8     | 1 ½         | Bright Sky            |
| 18 juin      | Ascot        | Royaume-Uni | Prince of Wales's Stakes           | Gr. 1       | 2 000 m     | M. Demuro   | 5e / 10     | 7 ½         | Nayef                 |
| 5 juillet    | Sandown      | Royaume-Uni | Eclipse Stakes                     | Gr. 1       | 2 000 m     | D. Holland  | 1er / 15    | 3/4         | Nayef                 |
| 26 juillet   | Ascot        | Royaume-Uni | King George & Queen Elizabeth St.  | Gr. 1       | 2 400 m     | D. Holland  | 5e / 12     | 9           | Alamshar              |
| 19 août      | York         | Royaume-Uni | International Stakes               | Gr. 1       | 2 080 m     | D. Holland  | 1er / 8     | 2           | Magistretti           |
| 6 septembre  | Leopardstown | Irlande     | Irish Champion Stakes              | Gr. 1       | 2 000 m     | D. Holland  | 2e / 7      | enc.        | High Chaparral        |
| 27 septembre | Ascot        | Royaume-Uni | Queen Elizabeth II Stakes          | Gr. 1       | 1 600 m     | D. Holland  | 1er / 8     | 2           | Russian Rhythm        |
| 25 octobre   | Santa Anita  | États-Unis  | Breeders' Cup Turf                 | Gr. 1       | 2 400 m     | D. Holland  | 3e / 9      | tête        | High Chaparral        |
| 14 décembre  | Sha Tin      | Hong Kong   | Hong Kong Cup                      | Gr. 1       | 2 000 m     | L. Dettori  | 1er / 14    | 2           | Rakti                 |

## Au haras
La carrière d'étalon de Falbrav fut partagée entre Shadai Farm au Japon (où il commence à 8 millions de yens la saillie) et l'Australie (à Aus$ 44 000), entre lesquels il fit la navette, sans compter un passage d'une saison en Angleterre. Il connut un succès mitigé jusqu'à sa mise à la retraite en 2015. Falbrav meurt à Shadai Farm le 12 janvier 2024, victime de coliques.

## Origines
Falbrav provient du même croisement que le champion Helissio, vainqueur de l'Arc 1996 et capable, comme lui, de briller sur plus court : Fairy King sur une fille de l'Américain Slewpy, qui n'eut guère d'autres titres de gloire. Fairy King est un cheval qui n'eut aucun succès en courses, mais qui se vit ouvrir les portes du haras grâce à son pedigree, n'étant rien moins que le propre frère de Sadler's Wells, et donc le 3/4 frère de Nureyev. Parfois surnommé "le Sadler's Wells du pauvre" (lui qui émargeait tout de même à 50 000 Guinées irlandaises à la fin de sa carrière), il réussit brillamment à se faire un nom. Il donna une quinzaine de lauréats de groupe 1, parmi lesquels, outre Helissio et Falbrav, on compte Oath (Derby d'Epsom), Turtle Island (Phoenix Stakes, 2.000 Guinées Irlandaises), Victory Note (Poule d'Essai des Poulains)... Par ailleurs, il est le père de Encosta de Largo, deux fois tête de liste des étalons en Australie, qui émarge à près de 190 000 € la saillie. La famille maternelle de Falbrav, quant à elle, est très modeste.

### Pedigree
| Origines de Falbrav (IRE), mâle bai né en 1998 | Origines de Falbrav (IRE), mâle bai né en 1998 | Origines de Falbrav (IRE), mâle bai né en 1998 | Origines de Falbrav (IRE), mâle bai né en 1998 |
| ---------------------------------------------- | ---------------------------------------------- | ---------------------------------------------- | ---------------------------------------------- |
| Père Fairy King 1982                           | Northern Dancer 1961                           | Nearctic                                       | Nearco                                         |
| Père Fairy King 1982                           | Northern Dancer 1961                           | Nearctic                                       | Lady Angela                                    |
| Père Fairy King 1982                           | Northern Dancer 1961                           | Natalma                                        | Native Dancer                                  |
| Père Fairy King 1982                           | Northern Dancer 1961                           | Natalma                                        | Almahmoud                                      |
| Père Fairy King 1982                           | Fairy Bridge 1975                              | Bold Reason                                    | Hail To Reason                                 |
| Père Fairy King 1982                           | Fairy Bridge 1975                              | Bold Reason                                    | Lalun                                          |
| Père Fairy King 1982                           | Fairy Bridge 1975                              | Special                                        | Forli                                          |
| Père Fairy King 1982                           | Fairy Bridge 1975                              | Special                                        | Thong                                          |
| Mère Gift of the Night 1990                    | Slewpy 1980                                    | Seattle Slew                                   | Bold Reasoning                                 |
| Mère Gift of the Night 1990                    | Slewpy 1980                                    | Seattle Slew                                   | My Charmer                                     |
| Mère Gift of the Night 1990                    | Slewpy 1980                                    | Rare Bouquet                                   | Prince John                                    |
| Mère Gift of the Night 1990                    | Slewpy 1980                                    | Rare Bouquet                                   | Forest Song                                    |
| Mère Gift of the Night 1990                    | Little Nana 1975                               | Lithiot                                        | Ribot                                          |
| Mère Gift of the Night 1990                    | Little Nana 1975                               | Lithiot                                        | Lithia                                         |
| Mère Gift of the Night 1990                    | Little Nana 1975                               | Nenana Road                                    | Kirkland Lake                                  |
| Mère Gift of the Night 1990                    | Little Nana 1975                               | Nenana Road                                    | Sena (famille 4-i)                             |